# Антрім Тауншип (округ Франклін, Пенсільванія)
Антрім Тауншип (англ. Antrim Township) — селище (англ. township) в США, в окрузі Франклін штату Пенсільванія. Населення — 15 778 осіб (2020).

## Демографія
Згідно з переписом 2010 року, у селищі мешкали 14 893 особи в 5371 домогосподарстві у складі 4259 родин. Було 5616 помешкань
Расовий склад населення:
| - 95,6 % — білих - 1,5 % — чорних або афроамериканців - 0,8 % — азіатів - 0,2 % — корінних американців |

До двох чи більше рас належало 1,3 %. Частка іспаномовних становила 1,7 % від усіх жителів.
За віковим діапазоном населення розподілялося таким чином: 26,4 % — особи молодші 18 років, 60,8 % — особи у віці 18—64 років, 12,8 % — особи у віці 65 років та старші. Медіана віку мешканця становила 39,2 року. На 100 осіб жіночої статі у селищі припадало 98,7 чоловіків;  на 100 жінок у віці від 18 років та старших — 96,5 чоловіків також старших 18 років.
Середній дохід на одне домашнє господарство  становив 80 133 долари США (медіана — 72 302), а середній дохід на одну сім'ю — 88 226 доларів (медіана — 77 331). Медіана доходів становила 52 016 доларів для чоловіків та 35 393 долари для жінок. За межею бідності перебувало 6,8 % осіб, у тому числі 3,6 % дітей у віці до 18 років та 5,4 % осіб у віці 65 років та старших.
Цивільне працевлаштоване населення становило 7736 осіб. Основні галузі зайнятості: освіта, охорона здоров'я та соціальна допомога — 20,2 %, виробництво — 19,6 %, роздрібна торгівля — 9,4 %, фінанси, страхування та нерухомість — 7,4 %.